# Dan Pero Manescu
Dan Pero Manescu, né le 23 décembre 1952 à Bucarest, est un artiste allemand-roumain, metteur en scène, auteur et réalisateur. Il est le fondateur du « Quantum Art », une nouvelle direction de la peinture conceptuelle, part de l’art conceptuel. Comme auteur il écrit des scénarios de cinéma avec un contenu métaphysique, érotique et satirique.

## Jeunesse
Dan Pero Manescu a des racines allemandes, anglaises et italiennes. La grand-mère allemande de Manescu, Elisabetha Gräfin Manescu, a écrit (1940) le livre La Vie et l’œuvre de rabbin Dr Moses Gaster un livre de référence du monde judaique,. Son père Theodor Manescu (1930–1990), a été un dramaturge et politicien éminent, et sa mère Silvia Andreescu (née en 1927) est un auteur de théâtre bien connue,,,,. Sa mère a reçu en 1968 le grand prix de l’ORTF du théâtre radiophonique, et elle a été élue membre de la Société des auteurs et compositeurs dramatique de France.Dans ses années de jeunesse, Dan Pero Manescu a fait ses études au lycée des beaux-arts «N. TONITZA» (Nicolae Tonitza) à Bucarest. Dans les années suivantes, il a écrit des pièces radiophoniques pour les jeunes et a collaboré comme acteur et assistant de réalisation à quelques productions de cinéma. Dans le même temps il a fait des études de la physique nucléaire et les particules nucléaires furent la source d’inspiration de son art pictural de plus tard.

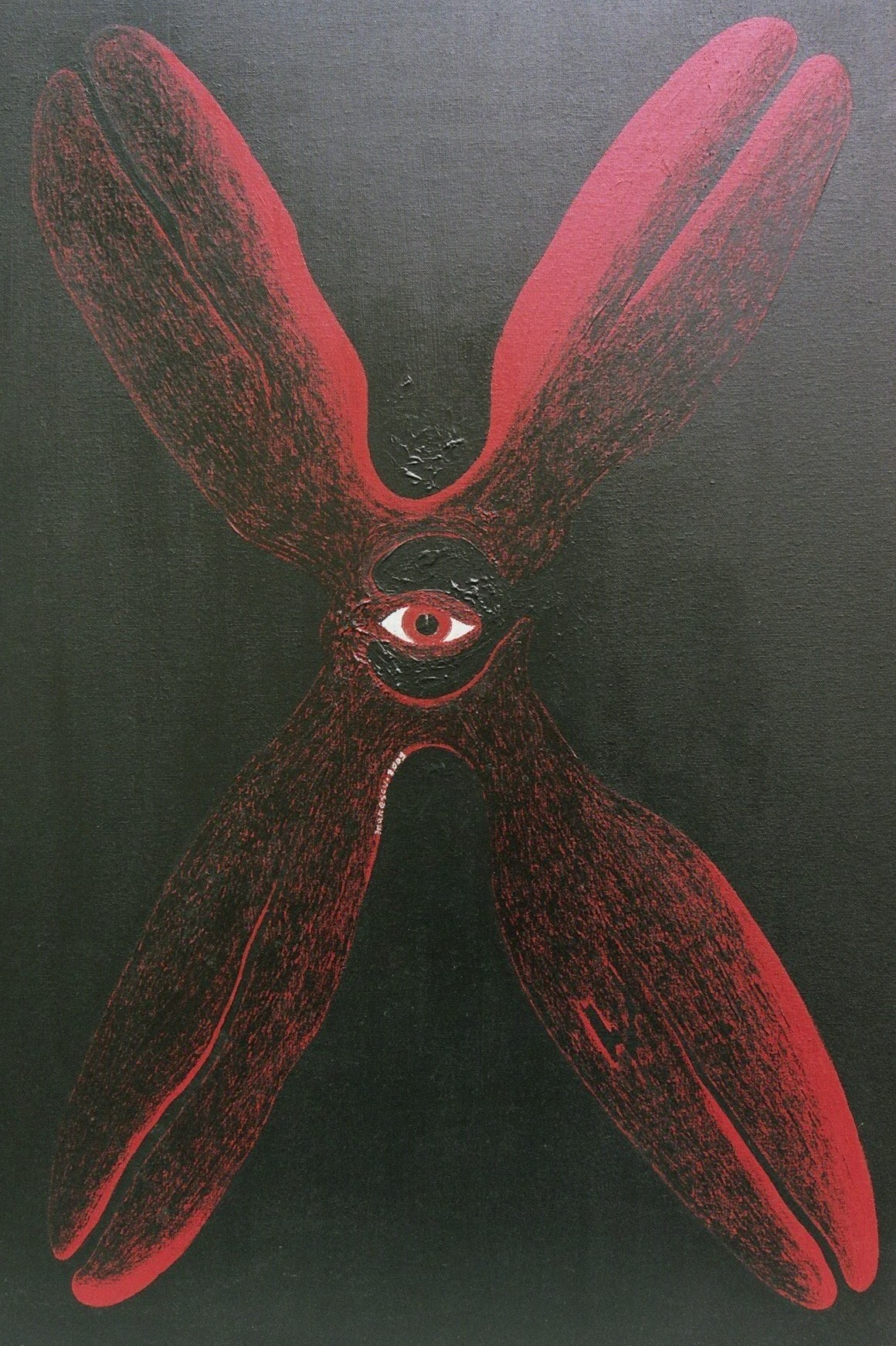
Red IT-MUON / 2009

## Début de carrière
De 1979 à 1983, Dan Pero Manescu a fait des études à l’université de Théâtre et Cinématographie «I.L.CARAGIALE» (Ion Luca Caragiale), à Bucarest, Faculté pour les Réalisateurs de Théâtre, Cinéma et Télévision, et a reçu son diplôme de metteur en scène et réalisateur. Entre 1983 et 1989 Dan Pero Manescu a travaillé comme metteur en scène et scénographe en différentes théâtres de Roumanie. Les plus importantes de ses productions sont mentionnés à l’Institut de mémoire culturelle de Roumanie, CIMEC,. La meilleure production de Manescu a été Les Amoureux de Tesalia (The old wives' tale) de George Peele au «Théâtre de la Jeunesse» de la ville de Piatra Neamț (Pierre Allemande) en 1985. La musique de cette production a été écrite par l'extraordinaire compositrice Dorina Crisan Rusu (1953-2006),.

## Quantum-Art
En 1990, après la mort de son père, Dan Pero Manescu a emigré en Allemagne où il a reçu la citoyenneté allemande. Une année plus tard l’artiste a fondé le «Quantum Art», une nouvelle direction de la peinture conceptuelle, comme part de l’art conceptuel, inspire par la physique quantique. Entre l'année 2005 jusqu'à la fin de l'année 2015, Manescu a vécu aussi en Espagne. En Espagne  il a continué avec son "Quantum Art", mais aussi, il a fondé la société de production de film «Dan Vision» (aujourd’hui «Dan Pero Manescu Film» en France), a développé quelques projets de cinéma et depuis l’année 2007 il travaille aussi de la photographie artistique conceptuelle et documentaire,,,. À partir du printemps 2016, Dan Pero Manescu habite aussi en France, dans le département des Pyrénées-Atlantiques.

## L’œuvre
En concernant le «Quantum-Art» de Manescu la plus simple explication c’est que les spectographies des traces énergétiques des particules nucléaires en collision (Proton, Neutron, Kaon, Muon-Myon, Pion, etc.) sont rédimensionées dans ses peintures aux symboles métaphysiques, et on peut aussi considérer ces symboles comme structures vivantes avec une nouvelle qualité existentielle.
Prof. Dr Werner Halbweiss, critique et collectionaire, écrit dans le magazine World of Art sur l’art de Manescu : « …les structures construisent un pont entre la perception matérielle et la perception spirituelle et nous montrent des choses qui sont invisibles pour le conscient mais visible pour le subconscient. Le ‹Quantum-Art› de Dan Pero Manescu c’est une nouvelle synthèse de l’intuition. » Entre les années 1992-2007 l’artiste a signé Dan Manescu, et à partir de l’année 2008 il est revenu à son nom complet Dan Pero Manescu.

## Expositions

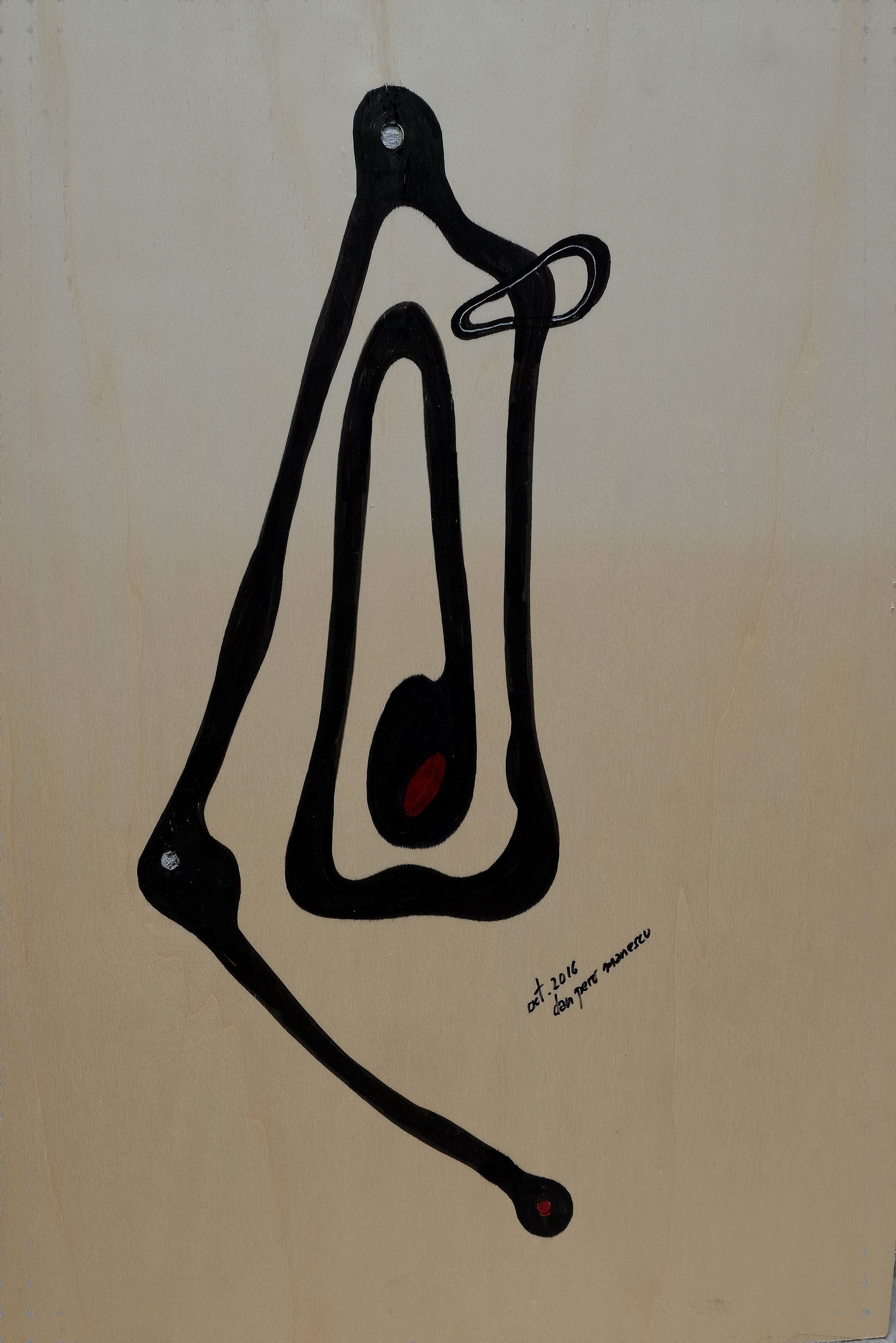
"LADY-Q" / 2016

Dan Pero Manescu a présenté son «Quantum-Art» dans plus de 30 expositions personnelles et de groupe en Allemagne (Stuttgarter Künstlerbund, HEYD-Gallery, Stuttgart, TÖBBICKE-Gallery, Trèves, etc.), France (D’ART et CHRIS'Salon d'Art, Nice, etc.) et USA (AGORA- Gallery). En Espagne il a organisé des One Man Shows dans les galeries Reiter à Alicante, Victor's à Marbella, et RU-H à Fuengirola, Malaga. Les journaux Stuttgarter Zeitung (1994, 1995), Costa del Sol Nachrichten (2005, 2006), Finest-Marbella (2006), Sur in English(2007), World of Art (2000, 2001) et le magazine allemand de culture et l’art MATRIX (2007) ont relaté sur l’art de Manescu avec un ton très précis.

## L’auteur de cinéma
Après une visite chez «SELWO» Selwo Aventura à Estepona (Malaga), la plus grande réserve naturelle des animaux de l’Europe (100Ha), Manescu a décidé que son animal préféré c’était le champion du sprint, le guépard. Manescu est un grand adorateur de chats aussi. Après la visite à «SELWO», l’artiste a recommencé a écrire comme auteur différents scénarios de cinéma, avec une structure métaphysique, où des êtres comme les chats ou les guépards sont des présences médiatrices entre différentes dimensions. Comme auteur, réalisateur et producteur et en collaboration avec «AVAnti Productions», Dan Pero Manescu a fini les préparations pour la production de deux projets de cinéma : The Game of the Cheetah (Le Jeu du Guépard) un mystery-drame de langue anglaise et française et «La Déesse du Crépuscule», avec Macarena Gómez, Philippe Caroit, Rosa Maria Paz, et Jade Weber,, un drame satirique de langue française,,. Le bien connu compositeur William Goldstein va écrire la musique. Les tournages et la production finale auront lieu en France. Un troisième projet, avec la production toujours en France, un film d'action et espionnage, "PRINT-MAKER", qui sera tourné sur la pellicule de 68 mm, mais avec un budget bien grand, c'est prévu pour une période moins tensionnée que dans l'année 2023, mais déjà le cast principal avec 16 artistes et bien accompli, les bien connues acteurs Rosa Maria Paz, Philippe Caroit et Jeff Stewart, vont mettre les spectateurs en tension, dans les rôles principaux ,

## Le poète
Comme teenager, Dan Pero Manescu  a écrit de la poésie, et il a reçu des Prix au compétitions  poétiques.  Beaucoup des années plus tard,  l’artiste  a recommencé à écrire des poèmes, en général pour qu’il se relaxe, mais son poème  «Wald der Erwartung/ Hommage à Charles d’Orléans /1394-1465 » ("La Forest de longue Attente"/ ancienne française) a été publié dans  « Frankfurter Bibliothek » pour la poésie contemporaine, Édition 2013 (Brentano-Gesellschaft-Frankfurt/Main) et dans  le volume  « Ausgewählten Werken XVII »  Édition 2014, publié par Bibliothek Deutschsprachiger Gedichte -2014 (Bibliothèque  de la Poésie de Langue Allemande),.